# Gazave
Gazave település Franciaországban, Hautes-Pyrénées megyében. Lakosainak száma 70 fő (2022. január 1.). Gazave Saint-Arroman, Bize, Hèches, Mazouau, Montoussé és Montsérié községekkel határos.

## Népesség
A település népességének változása:
| Lakosok száma | 67   | 65   | 66   | 67   | 69   | 71   | 71   | 70   | 70   |
|               | 2013 | 2015 | 2016 | 2017 | 2018 | 2019 | 2020 | 2021 | 2022 |